# Larinia sekiguchii
Larinia sekiguchii är en spindelart som beskrevs av Akio Tanikawa 1989. Larinia sekiguchii ingår i släktet Larinia och familjen hjulspindlar. Inga underarter finns listade i Catalogue of Life.